# 美国陆军第16战斗航空旅
第16战斗航空旅是美国陆军于2009年创建的陆军航空旅，现在该旅军事上由美国陆军第一军指挥，而行政上由美国陆军第七步兵师指挥。该旅的指挥部位于美国华盛顿州的刘易斯-麦康德联合基地。

## 构成
第16战斗航空旅由以下单位构成：
- 第16战斗航空旅指挥部及总部连
- 第6骑兵团第4中队（重型攻击侦查营），拥有AH-64E阿帕奇武装直升机以及RQ-7“影子”无人机
- 第229航空团第1营（攻击侦查营），拥有AH-64E阿帕奇武装直升机
- 第158航空团第2营（空中突击营），拥有UH-60黑鹰直升机
- 第52航空团第1营（支援营），拥有UH-60黑鹰直升机，CH-47支奴干直升机以及UH-60A医疗救援（MEDEVAC）直升机。（该营位于阿拉斯加州的温赖特堡以支援美国阿拉斯加陆军）
- 第46航空支援营（航空保障），不拥有任何航空器，仅作为维修保障营使用

## 历史
第16战斗航空旅的前身是成立于1968年的第16战斗航空大队。后于2005年于阿拉斯加的温赖特堡改建成为了第49特混航空队，从2007年起，第49特混航空队的下属连队以轮休驻派的形式在伊拉克战区持续驻派长达31个月。该特混航空队于2009年成建制撤回温赖特堡后，改建成为现在的第16战斗航空旅。
第16战斗航空旅成建制后的第一次驻派任务发生于2010年8月，当时该旅被派遣至巴基斯坦以支援当地的人道主义行动。而第16战斗航空旅的第一次战区派遣任务发生于2011年的2月，当时隶属于第16战斗航空旅的第229航空团第1营（当时驻地位于得克萨斯州胡德堡）以及第17骑兵团第6中队分别被派遣至伊拉克以及阿富汗以展开相应的军事行动。
2012年，第16战斗航空旅从阿拉斯加州的温赖特堡整体搬迁至现在的指挥部所在地，华盛顿州的刘易斯-麦康德联合基地。
2016年12月以及2017年1月，其下的第6骑兵团第4中队以及第229航空团第1营分别被派遣至伊拉克以及阿富汗以支援打击伊斯兰国的军事行动以及自由卫兵行动。